# 偽遺伝子
偽遺伝子（ぎいでんし、英:Pseudogene）は、DNAの配列のうち、かつては遺伝子産物（特にタンパク質）をコードしていたと思われるが、現在はその機能を失っているものをいう。偽遺伝子はもとの機能を有する配列に突然変異が生じた結果生まれたと考えられている。具体的にはある位置でストップコドンが生じてタンパク質のペプチド鎖が短くなってしまいタンパク質として機能を果たせなくなる場合、あるいは正常な転写に必要な調節配列が機能を失う場合などがある。元の正常な遺伝子が別に残っている場合が多いが、単独でそのまま偽遺伝子になったものもある。
偽遺伝子は構造から3つのタイプに分けることができる。
- まず、正常な遺伝子からイントロン配列が取り除かれて末端にポリA配列が付いた、mRNAのような構造をとるタイプがある。これはプロセス型偽遺伝子と呼ばれ、mRNAからレトロトランスポゾンの逆転写酵素によって作られたDNA配列がゲノム内に挿入されてできたと考えられる。
- つぎに重複偽遺伝子または非プロセス型偽遺伝子と呼ばれるタイプがある。これはゲノム内でもとの遺伝子配列が重複し、その一部のコピーが突然変異の蓄積によって機能を失ったものである。この場合、まだ正常な遺伝子のコピーが残っているから、生物は直ちに影響を受けることはない。
- 3番目のタイプはゲノム内の単独の遺伝子がそのまま突然変異により機能を失ったものである。これはその遺伝子の産物が（環境の変化などによって）生物の生存に必要なくなったことを意味する。この例としてはヒトなど霊長目直鼻猿亜目における約6300万年前に突然変異したGULO（L-グロノラクトンオキシダーゼ、ビタミンC合成に関与する酵素）遺伝子[1]、同じく霊長目ヒト上科における2800万年から2400万年前頃に突然変異した尿酸オキシダーゼ遺伝子[2]がある。

偽遺伝子のために分子生物学的研究に問題がおきることがある。たとえばPCRによってある遺伝子を増幅したい場合に、同時に類似配列の偽遺伝子が増幅されてしまうことがある。同様にゲノム配列中の偽遺伝子が遺伝子として誤認されることもある。
偽遺伝子のなかには転写されているものもかなりある。さらには偽遺伝子でありながら機能を持つ例（偽遺伝子と呼んでよいかどうか疑問）も知られるようになった。
たとえば、カタツムリの神経で一酸化窒素合成酵素（NOS）の偽遺伝子からアンチセンスRNAが転写されNOS遺伝子の発現が抑制される例が知られている（Korneevら、1999）。
これらのRNAは、ノンコーディングRNA（Non-coding RNA、ncRNA）の一種ということができる。